# Irena Joveva

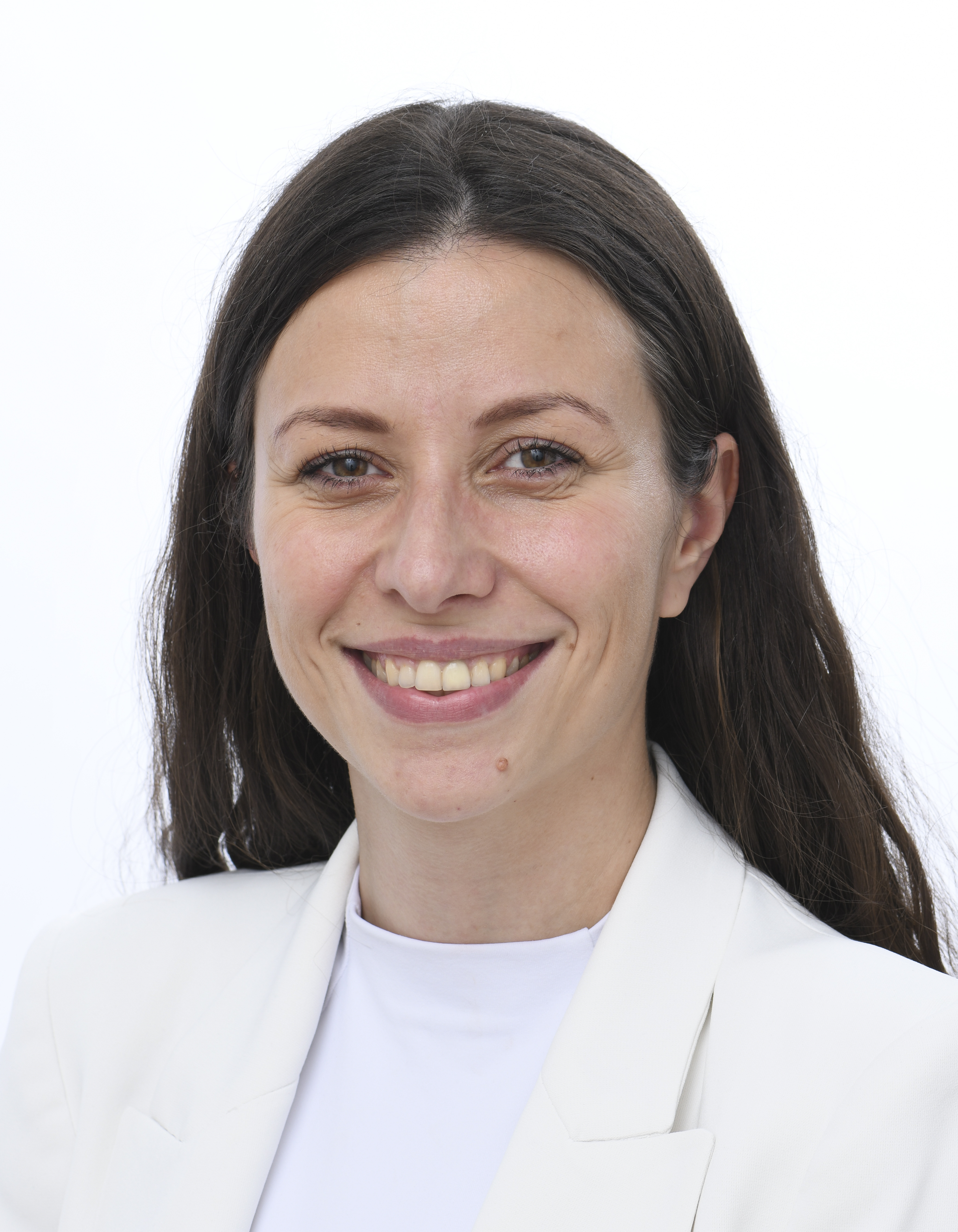
Irena Joveva (2024)

Irena Joveva (geboren am 26. Februar 1989 in Kranj, Slowenien) ist eine slowenische Politikerin (der Freiheitspartei), und ehemalige Journalistin. Seit der Europawahl 2019 ist Joveva Mitglied des Europäischen Parlaments als Teil der Fraktion Renew Europe. Sie hat früher bei der Slowenischen Presseagentur STA gearbeitet und als Journalistin bei 24UR – Newsprogramm von POP TV.

## Leben

### Ausbildung und berufliche Karriere
Irena Joveva wurde am 26. Februar 1989 in Kranj geboren und wuchs als Tochter mazedonischer Eltern in der Kleinstadt Jesenice auf. Nach ihrer Schulausbildung am Wirtschaftsgymnasium in Radovljica studierte sie Internationalen Beziehungen an der Fakultät für Sozialwissenschaften in Ljubljana. Dies ergänzte sie 2017 mit einem Masterstudium in Global Studies mit der Arbeit „Die Haltung der Europäischen Union zur mazedonischen Nationalfrage“.
2011 begann sie in der politischen Redaktion der Slowenischen Presseagentur zu arbeiten und war vor allem für die Themenbereiche Innenpolitik und öffentlicher Sektor zuständig. 2014 erhielt sie für ihre Arbeit den „Watchdog Award“ der Watchdog Association of Journalists. Im Februar 2015 wechselte sie zur Redaktion der Sendung 24ur des Fernsehsenders Pop TV. Ihre Berichterstattung konzentrierte sich auf Innenpolitik, Außenpolitik, europäische Themen, Migration, Schiedsverfahren und Proteste in ganz Europa. Sie beendete ihre Arbeit mit dem Europawahlkampf 2019.

### Politische Karriere
Im März 2019 nominierte die von Marjan Šarec gegründete Partei Lista Marjana Šarca Joveva für die Europawahlen 2019. Die erstmals bei einer Europawahl angetretene Partei erhielt aus dem Stand 15,6 Prozent und war damit drittstärkste Partei bei den Wahlen; sie gewann zwei der acht slowenischen Mandate. Irena Joveva erhielt die zweitmeisten Vorzugsstimmen bei der Wahl (42.190) und zog gemeinsam mit ihrem Parteikollegen Klemen Grošelj ein, beide traten der neugegründeten liberalen Fraktion Renew Europe bei. Für die Fraktion ist Joveva Mitglied im Ausschuss für Kultur und Bildung, des Weiteren ist sie stellvertretendes Mitglied im Ausschuss für Umweltfragen, öffentliche Gesundheit und Lebensmittelsicherheit, Ausschuss für Beschäftigung und soziale Angelegenheiten sowie im Sonderausschuss zu Krebsbekämpfung.